# Fortuneleptura cameneni
Fortuneleptura cameneni is een keversoort uit de familie boktorren (Cerambycidae). De wetenschappelijke naam van de soort is voor het eerst geldig gepubliceerd in 1979 door Villiers.